# Cotton Club Singers
A Cotton Club Singers 1995 és 2009 között működő magyar énekegyüttes.

## Alapítói
Alapító tagjai: Szűcs Gabriella, Zsédenyi Adrienn, Kovács Péter és László Boldizsár voltak. Fehér Gábor belépése után lettek ismertek és népszerűek országszerte. Élő koncertek és televíziós fellépések követték egymást, majd 2001-ben Kozma Orsi váltotta a szólókarrierbe kezdő Zsédenyi Adriennt. 2007 januárjában újabb személyi változás történt, a két új női énekes Mezőfi Gabriella és Bartus Patrícia lett. 2008 nyarán kilépett az utolsó alapító tagja is, ami után az együttes feloszlott, és 2009 januárjában tartották búcsúkoncertjüket.

## Története
A Cotton Club Singers vokálegyüttes 1995-ben alakult. Alapító tagjai Szűcs Gabriella, Zsédenyi Adrienn, Kovács Péter és László Boldizsár voltak. Első fellépésük a Budavári Labirintusban volt, majd két évig játszottak a Cotton Club nevű helyen a Vígszínház mellett, valamint a Globe Royal mulatóban. Eleinte The Manhattan Transfer-feldolgozásokat énekeltek, majd repertoárjukat fokozatosan bővítették.
Közben Kovács Pétert Legeza Balázs basszista váltotta, majd 1997 januárjában Fehér Gábor lett az együttes tagja. Ebben az első, klasszikus felállásban népszerűségük folyamatosan emelkedett, és országszerte ismertekké váltak. Első nagy koncertjüket 1997 szeptemberében tartották a Budai Parkszínpadon, amelynek anyagából jelentették meg első CD-jüket, a tizenkilenc dalt tartalmazó Négy gengsztert. A következő év végén megjelent második lemezükön – némi stílusváltást mutatva – magyar popslágereket, többek között Pa-dö-dő-, Animal Cannibals-, Zámbó Jimmy- és Happy Gang-feldolgozásokat énekeltek, akusztikus hangszerkísérettel.
Országszerte adtak koncerteket, televíziókban léptek fel. A Sziget Fesztiválon 1998-ban debütáltak, 1999 tavaszán pedig a Budapest Kongresszusi Központban adtak nagy összegző koncertet, amit az RTL Klub rögzített, és később műsorra is tűzte. Az ezt követő koncertjeiken a visszafogottabb megjelenés mellett döntöttek, amikor is a Cotton Club Singers hangzása és megjelenése jobban érvényesült. 1999-ben  eMeRTon-díjat nyertek az 1998-as „Az év jazzegyüttese” kategóriájában.
2000-ben először léptek fel külföldön: a Sydney-ben rendezett olimpiai játékok alatt rendezett magyar napokon működtek közre, négy élő koncertet tartottak. Az év végén a szólókarrierbe kezdő Zsédenyi Adrienn kilépett az együttesből, a helyét a Jazz+Az zenekarban ismertté vált Kozma Orsi vette át. Ebben az új felállásban adtak két koncertet 2001 áprilisában a németországi Gronauban megrendezett jazzfesztiválon, ahova 2002-ben újra meghívták őket. Ezt követően Hollandiában volt hat fellépésük. 2004 elején Londonban turnéztak, ahol a BBC Radio2-ben élőben, a BBC Orchestra kíséretében adtak műsort, valamint felléptek több jazzklubban.

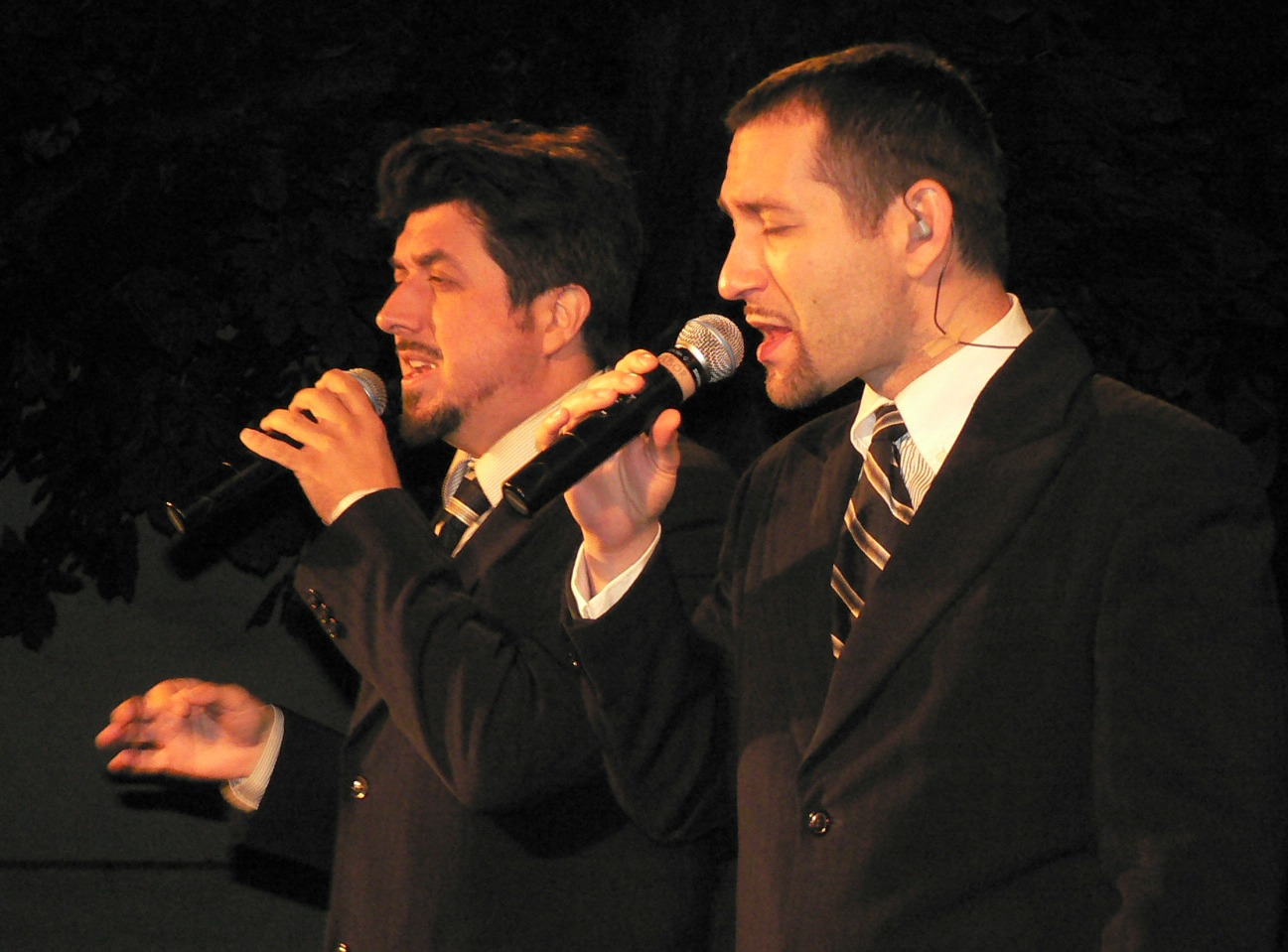
Ketten a Cotton Club Singersből (2008)

A 2007. január 3-i, Leánybúcsú című koncerten elbúcsúzott az együttestől Kozma Orsolya és Szűcs Gabriella, helyükre Mezőfi Gabriella (öt évig énekelt Németország musical színházaiban) és Bartus Patrícia (a Pesti Magyar Színház színésznője, a Bergendy Szalonzenekar énekesnője) lépett. Ez az új Cotton Club Singers 2007 augusztusában Taiwanban, a Taipei Philharmonic nyári fesztiválján adott három koncertet.
2008 nyarán a zenekar utolsó alapító tagja László Boldizsár bejelentette távozását a zenekarból, mert operaénekesként szándékozott folytatni tevékenységét. Az eredeti elképzelések szerint az együttes új tag bevonásával tovább folytatta volna működését, de ez nem valósult meg. A Cotton Club Singers 2009 januárjában, a Budapest Sportarénában tartotta búcsúkoncertjét, ahol az összes korábbi tag fellépett. A koncerten a MÁV Szimfonikus Zenekar működött közre Malek Miklós vezényletével.

## Albumok, maxi CD lemezek és DVD kiadványok
- Casino – EMI Quint 7243 4 94241 2 8 (1998)
- Négy gengszter – Geg Records CCS 01  (1998)
- Vokálpatrióták – Geg Records CCS 08 (1999)
- Ó, Budapest! – Geg Records CCS 010  (2000)
- 2x2 – Geg Records CCS 013  (2001)
- Sinatra – Live 1 – Geg Records GEG 003  (2002)
- Sinatra – Live 2 – Geg Records GEG 004  (2002)
- Luxury – Geg Records GEG 010  (2004)
- Hofimánia – Geg Records GEG 023  (2007)
- Hangosfilm 1. (a Hot Jazz Band közreműködésével)
- Hangosfilm 2. (Marót Viki és a Nova Kultúr Zenekar közreműködésével)
- ABBA jazz Live 1.
- ABBA jazz Live 2.
- A rádió aranykora
- Feel Like Make In Love (a kísérőzenekar, a Cotton Club Band albuma)

- Vokálpatrióták (maxi) – GEG Produkció C.C.S. 07  1999
- Single Bells (maxi) – Geg Records CCS 011  2000
- 2X2 (maxi) – Geg Records CCS 012  2001
- Animal Cannibals Feat. Cotton Club Singers –  Először mindenki béna (maxi) – Magneoton 5046-79666-2  2005
- Szabad a szving (maxi) – Geg Records GEG 020  2007
- Lazitani (maxi)

- Sinatra (DVD)
- ABBA (DVD)